# Syrmatium
Genre
Synonymes
- Acmispon Raf[2] .

Syrmatium est un genre de plantes à fleurs dicotylédones de la famille des Fabaceae, sous-famille des Faboideae, originaire d'Amérique du Nord, qui comprend une quinzaine d'espèces acceptées.

## Taxinomie
La taxinomie de la tribu des Loteae (sous-famille des Faboideae) est complexe et sa division en genres a considérablement varié. De nombreuses espèces du genre Syrmatium  étaient auparavant classées dans un genre  Lotus défini au sens large. Une étude phylogénétique moléculaire réalisée en 2000 sur la base de séquences nucléaires ribosomales ITS a confirmé la thèse selon laquelle les espèces de Lotus du Nouveau Monde (Amériques) et celles de l'Ancien Monde  (Afrique et Eurasie) n'appartiennent pas au  même genre. Le genre Syrmatium est  monophylétique,. 

### Liste d'espèces
Selon The Plant List (6 décembre 2018) :
- Syrmatium argophyllum (A.Gray) Greene
- Syrmatium cytisoides (Benth.) Greene
- Syrmatium decumbens (Benth.) Greene
- Syrmatium distichum (Greene) Greene
- Syrmatium glabrum Vogel
- Syrmatium haydonii (Orcutt) A.Heller
- Syrmatium junceum (Benth.) Greene
- Syrmatium leucophyllum (Greene) Brand
- Syrmatium micranthum (Torr. & A.Gray) Greene
- Syrmatium nanum (S. Watson) A. Heller
- Syrmatium nudatum Greene
- Syrmatium prostratum (Nutt.) Greene
- Syrmatium sericeum (Benth.) Greene
- Syrmatium tomentosum (Hook. & Arn.) Vogel
- Syrmatium veatchii (Greene) Greene
- Syrmatium watsonii (Vasey & Rose) Brand